# Der Herr der Welt
Der Herr der Welt (traducibile letteralmente come "Il signore del mondo") è un film di fantascienza tedesco del 1934 per la regia di Harry Piel. Prodotto da Ariel Film, affronta i temi della sostituzione dell'uomo con la macchina e della minaccia per l'umanità costituita dai robot usati a scopo bellico.

## Trama
Il dottor Heller, un industriale miliardario animato da ideali umanitari, affida al geniale scienziato prof. Wolf la costruzione di avanzati robot in grado di sostituire l'uomo nei lavori pericolosi, ad esempio nelle miniere.
Wolf ha tuttavia piani del tutto diversi e folli e uccide Heller, con l'intenzione di conquistare il mondo con la schiera dei suoi automi dotati di raggi letali, per instaurare un nuovo ordine sociale basato sull'efficienza e sull'obbedienza assoluta. Procede quindi a offrire a noleggio robot industriali in tutto il mondo, ricavandone alti profitti. Werner Baumann, un ingegnere minerario amico del defunto Heller, insospettito visita il prof. Wolf nel suo laboratorio blindato dell'azienda di Heller e viene a conoscenza del suo piano. Dopo avere assistito alla disperazione dei suoi collaboratori che hanno perso i propri posti di lavoro venendo sostituiti da robot, Baumann spiega a Wolf la gente si rivolterà quando perderà in massa i posti di lavoro. Wolf intende tuttavia sopprimere eventuali rivolte usando le sue macchine e ottenere il dominio del mondo. Gli è impedito di raggiungere questo obiettivo da Baumann e da Vilma, la vedova di Heller. Wolf, in un momento di follia, provoca un'esplosione nel suo laboratorio in cui rimane ucciso.
Nel lieto fine, Baumann comprende che nella visione del dott. Heller i robot migliorano le vite di tutti e vengono utilizzati per lavori "pericolosi, poco sani e intellettualmente soffocanti". I lavoratori sostituiti dai robot non perdono i loro lavori ma vengono piuttosto impiegati in altre aree, come la manutenzione dei robot. Mantenere gli impieghi dei lavoratori diventa anche una condizione per coloro che acquistano i robot, così le persone sono libere di vivere una vita più degna e umana.

## Produzione
Le riprese del film, che fu prodotto dallo stesso regista per la Ariel-Film GmbH di Berlino con il titolo di lavorazione Der Herrscher der Welt, durarono dal maggio al luglio del 1934.

## Distribuzione
Distribuito dalla berlinese Neues Deutsches Lichtspiel-Syndikat Verleih GmbH (N.D.L.S.), il film ottenne il 10 agosto 1934 il visto di censura B.36925, che ne consentiva la visione ai minori. Il film fu presentato al pubblico tedesco all'Ufa-Palast am Zoo di Berlino il'11 agosto 1934.

### Accoglienza e critica
All'epoca della sua uscita nel 1935 negli Stati Uniti, il New York Times scrisse che il film, "con gran mostra di macchinari reali e fantastici e ogni sorta di strane dimostrazioni futuribili di raggi della morte e complicati dispositivi elettrici", pone (e risolve) il problema della disoccupazione tecnologica e si distingue soprattutto per l'eccellente interpretazione di Walter Franck nella parte dello scienziato pazzo.
Fantafilm scrive che "Harry Piel sviluppa il soggetto con buon senso dello spettacolo, validamente secondato dagli interpreti e dalle scenografie moderniste di Ewald Daub" e aggiunge che il film "non rivela, forse, piena consapevolezza dell'imminente tracollo della società tedesca nel nazismo, ma la visione di un futuro dominato dalla più disumana tecnologia e l'equiparazione dell'uomo a macchina sono senz'altro ammonitrici."